# HMS Jupiter (F85)
«Джюпіте» (F85) (англ. HMS Jupiter (F85) — військовий корабель, ескадрений міноносець типу «J» Королівського військово-морського флоту Великої Британії за часів Другої світової війни.

## Історія створення
«Джюпіте» закладений 28 вересня 1937 року на верфі компанії Yarrow Shipbuilders, Глазго. 25 червня 1939 року увійшов до складу Королівських ВМС Великої Британії.

## Історія служби
Після завершення ходових випробувань, на «Джюпіте» був виявлений ряд недоліків з силовою установкою й корабель був направлений на доробку у HMNB Devonport. 1 вересня 1939 бойовий корабель увійшов до складу 7-ї флотилії есмінців Домашнього флоту, що базувалася на Гамбері, де через два дні його застала вістка про оголошення війни Британією.
Наприкінці осені 1940 увійшов до складу 5-ї флотилії есмінців у Плімуті, що включала «Джавелін», «Джюпіте», «Джекал», «Джерсі», «Кіплінг», «Ягуар» та «Кашмір» під командуванням капітана лорда Луїса Маунтбеттена. 11 жовтня 1940 разом з цими ескадреними міноносцями супроводжував лінійний корабель «Рівендж», що обстрілював французький порт Шербура.
На початку 1941 року переведений до складу З'єднання Н до Гібралтару.
6 лютого 1941 року З'єднання Н вирушило з Гібралтару для проведення рейду на Геную, у ході якого авіаносець «Арк Роял», лінійний корабель «Малайя», лінійний крейсер «Рінаун», легкий крейсер «Шеффілд» та есмінці «Фіерлес», «Фоксхаунд», «Форсайт», «Фьюрі», «Енкаунтер», «Джерсі», «Дункан», «Ісіс», «Файрдрейк» та «Джюпіте» атакували італійську військову базу й 11 лютого повернулися без втрат до Гібралтару.
29 листопада 1941 року «Джюпіте» разом з есмінцем «Енкаунтер» переведений зі складу Середземноморського флоту до оперативної групи «G» в Коломбо. У точці рандеву зосередилося ще п'ять кораблів британського флоту на чолі з лінійним крейсером «Ріпалс», звідки вони вирушили на Сингапур. 2 грудня «Ріпалс» з ескортом прибув до визначеного порту, й після нетривалого відпочинку кораблі, до яких приєдналися австралійський «Вампайр» та британський есмінці «Тенедос», вирушили до Австралії. На щастя для есмінця «Джюпіте», той залишився в доці Сингапуру. Через декілька днів під час переходу два капітальних кораблі британського флоту лінкор «Принц Уельський» й лінійний крейсер «Ріпалс» були атаковані й потоплені японською бомбардувальною авіацією у Південно-Китайському морі.
17 січня 1942 року ескадрений міноносець, супроводжуючи конвой, здійснював протичовнову оборону транспортних суден, виявив та потопив на південних підступах до Зондської протоки японський підводний човен I-60.
27 лютого 1942 року у ході битви в Яванському морі «Джюпіте» потрапив на міну, щойно встановлену нідерландським мінним загороджувачем Gouden Leeuw, й підірвався. Це сталося під час маневрування есмінця, що намагався ухилитися від ворожого вогню корабельної артилерії. У наслідок підриву загинуло та зникло безвісти 84 чоловіка. Близько 21:16, після чотирьох годин боротьби за живучість, корабель затонув поблизу північного узбережжя острову Ява.